# Reid Hope King
Reid Hope King és una concentració de població designada pel cens dels Estats Units a l'estat de Texas. Segons el cens del 2000 tenia 802 habitants.

## Demografia
Segons el cens del 2000, Reid Hope King tenia 802 habitants, 194 habitatges, i 174 famílies. La densitat de població era de 1.032,2 habitants/km².
Dels 194 habitatges en un 56,2% hi vivien nens de menys de 18 anys, en un 62,4% hi vivien parelles casades, en un 22,7% dones solteres, i en un 10,3% no eren unitats familiars. En el 8,2% dels habitatges hi vivien persones soles el 3,1% de les quals corresponia a persones de 65 anys o més que vivien soles. El nombre mitjà de persones vivint en cada habitatge era de 4,13 i el nombre mitjà de persones que vivien en cada família era de 4,38.
Per edats la població es repartia de la següent manera: un 38,3% tenia menys de 18 anys, un 13,2% entre 18 i 24, un 23,6% entre 25 i 44, un 18,3% de 45 a 60 i un 6,6% 65 anys o més.
L'edat mediana era de 24 anys. Per cada 100 dones de 18 o més anys hi havia 88,2 homes.
La renda mediana per habitatge era de 19.732 $ i la renda mediana per família de 25.865 $. Els homes tenien una renda mediana de 13.657 $ mentre que les dones 12.143 $. La renda per capita de la població era de 8.845 $. Aproximadament el 38,8% de les famílies i el 41,2% de la població estaven per davall del llindar de pobresa.

## Poblacions més properes
El següent diagrama mostra les poblacions més properes.